# Nippon Television
Nippon Television Network Corporation (日本テレビ放送網株式会社 Nihon Terebi Hōsōmō Kabushiki-gaisha?) también llamada Nippon TV es una cadena de televisión nacional de Japón, propiedad del Yomiuri Shimbun.

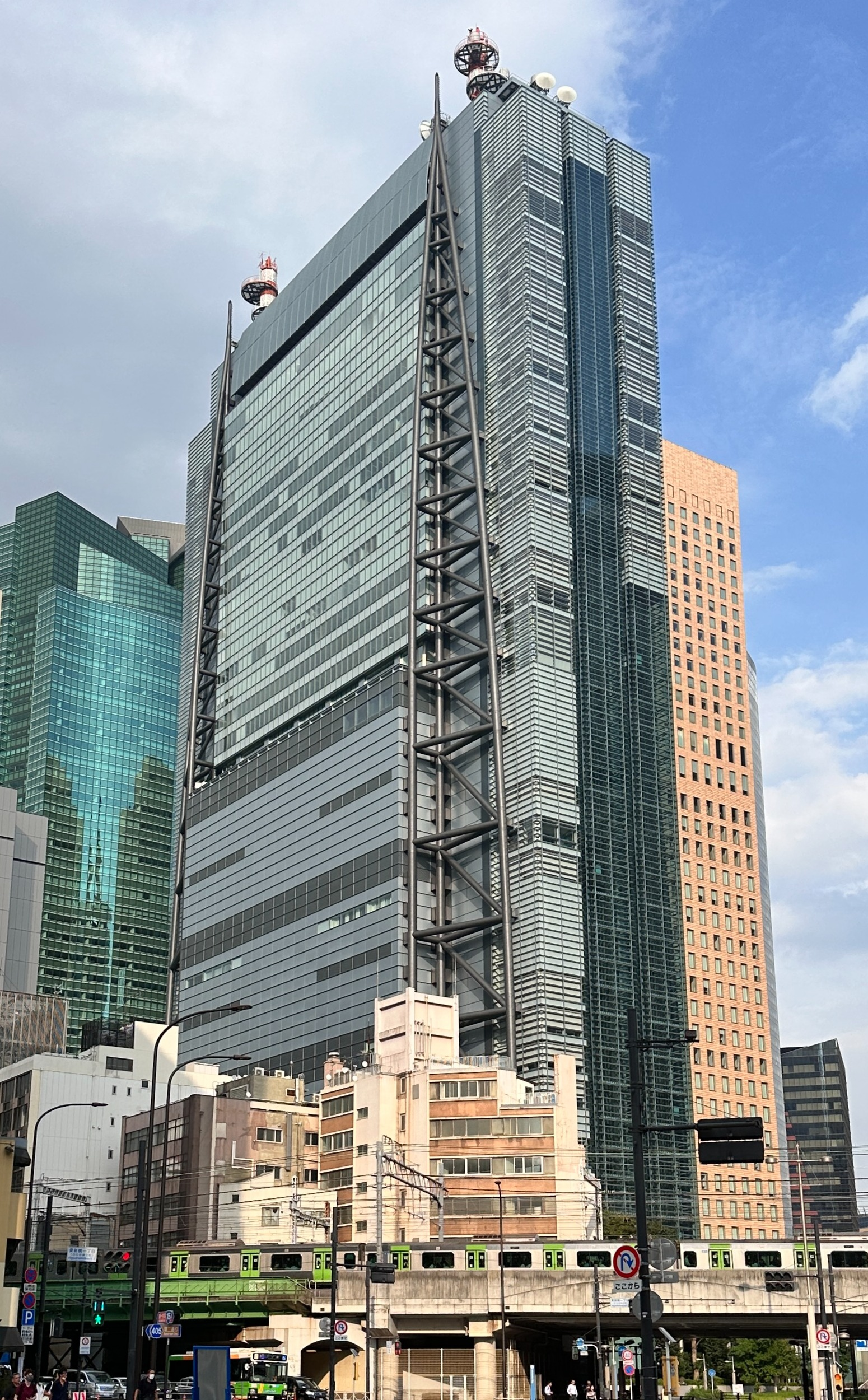
Sede de Nippon Television en Minato, Tokio.

Comenzó a emitir el 28 de agosto de 1953 y fue la primera televisión comercial establecida en el país.

## Historia
En octubre de 1951 el empresario Matsutarō Shōriki, magnate de los medios de comunicación y propietario del periódico Yomiuri Shimbun, solicitó al gobierno de Japón una licencia para crear la primera red de televisión comercial del país. Al año siguiente estableció la corporación Nippon Television, que comenzó su actividad el 28 de octubre de 1952 con un capital social de 250 millones de yenes y sede en Tokio. La primera emisión de "JOAX-TV", restringida a la capital, tuvo lugar el 28 de agosto de 1953. De este modo se convirtió en el segundo canal más antiguo de Japón.
El desarrollo de la red Nippon TV fue parejo al de la televisión en Japón, pues al poco tiempo surgieron otras cadenas de carácter comercial y la cobertura de Nippon TV se expandió a otras ciudades. Registró récords de audiencia gracias a la emisión de la Liga Japonesa de Béisbol o combates de lucha libre, y tal fue su éxito que en 1959 empezó a cotizar en la Bolsa de Tokio. En septiembre de 1960 recibió licencia para emitir programas en color y el 1 de abril de 1966 estrenó una red informativa nacional para todas sus afiliadas, la Nippon News Network. La red nacional para ofrecer una programación común en todos los canales afiliados (Nippon Television Network System) se puso en marcha en 1972.
Nippon TV se convirtió en líder de audiencia de Japón a partir de 2011, superando a Fuji TV. Su sede central está en el área Shiodome de Tokio y tiene centros de producción en Osaka, Sapporo, Nagoya, Aomori, Morioka, Sendai, Akita, Yamagata, Fukushima, Niigata, Toyama, Kanazawa y Nagano.
A su disposición, Nittele cuenta con su señal satelital (BS Nittele) y 3 canales de pago: Nittele News 24 (noticias), Nittele Plus (anime, dramas y música) y G+ (deportes).

## Programación
La programación de Nippon TV es generalista, con fuerte peso en la producción propia. Destacan los dramas, retransmisiones deportivas y programas de variedades.
El deporte fue uno de los pilares para asentarse en la sociedad japonesa, pues fue la primera cadena que retransmitió partidos de la Liga Japonesa de Béisbol, el deporte nacional. Se da la circunstancia de que el fundador Matsutarō Shōriki fue también un destacado dirigente deportivo, impulsor de la liga profesional de este deporte. Además, a partir de 1981 se encargó de la retransmisión de la Copa Intercontinental, uno de los torneos futbolísticos más importantes en la historia del país. Otros derechos que poseen son la Supercopa de Japón, la Copa Mundial de Fútbol y el wrestling.
En cuanto al anime, tiene los derechos exclusivos de emisión de todo el catálogo de Studio Ghibli y Hayao Miyazaki. Posee productoras como Madhouse y Tatsunoko, ha producido series como Detective Conan, Death Note o Hajime no Ippo entre otras, e Inuyasha a través de su emisora afiliada Yomiuri TV.

## Logo
- El logotipo de la cadena, "Nandarou" (traducible como ¿Qué es eso?), fue creado por Hayao Miyazaki como conmemoración del cuadragésimo aniversario de la cadena en 1993. Más tarde se mantuvo, permaneciendo actualmente como imagen de la cadena hasta 2013.

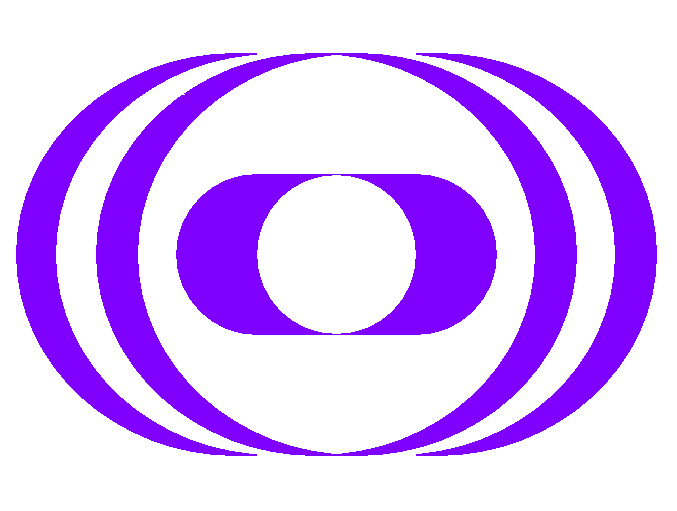
Logo usado entre 1978 y 2003
Logo usado en 2013 para los 60 años de la cadena

## El día libre de la paloma
Desde la creación de la cadena, ha contado como identificador (inicio y cierre de emisiones), con una animación (con música de Shirō Fukai) que muestra a tres aves en un corral y que después la del medio empieza a mover sus alas hasta que se muestra la identificación del canal. Pese a la llegada del color en 1972 y el cambio de imagen en 1978 y 1993, El día libre de la paloma (鳩の休日, Hato no kyūjitsu) se mantuvo hasta 2001. Se hizo una remake para el 55 aniversario de la cadena en 2008 (incluso para la televisión digital). Para el apagón analógico de 2011, se volvió a usar la primera versión en color que se estrenó en 1972. Esta en desuso desde 2013.